# Euchristophia
Euchristophia là một chi bướm đêm thuộc họ Geometridae.

## Các loài
- Euchristophia cumulata (Christoph, 1880)